# Sainte-Catherine-de-Hatley
Pour les articles homonymes, voir Sainte-Catherine.
Sainte-Catherine-de-Hatley est une municipalité du Québec située dans la MRC de Memphrémagog situé en Estrie.

## Toponymie
L'endroit était antérieurement connu sous le nom de « Katevale ».
«  À l'origine, une mission était établie en 1845 sous le nom de Sainte-Catherine-de-Hatley et était érigée canoniquement en 1890. Par la suite, une municipalité du même nom voyait le jour en 1901 ».

## Géographie
Sainte-Catherine-de-Hatley est située à 10 km au sud de Sherbrooke et à 10 km à l'est de Magog, entre la rive sud-est du lac Magog et la rive ouest du lac Massawippi.
Elle est traversée par la route 108. Sainte-Catherine-de-Hatley marque aussi le début (et la fin, dans l'autre direction) de la route 216.

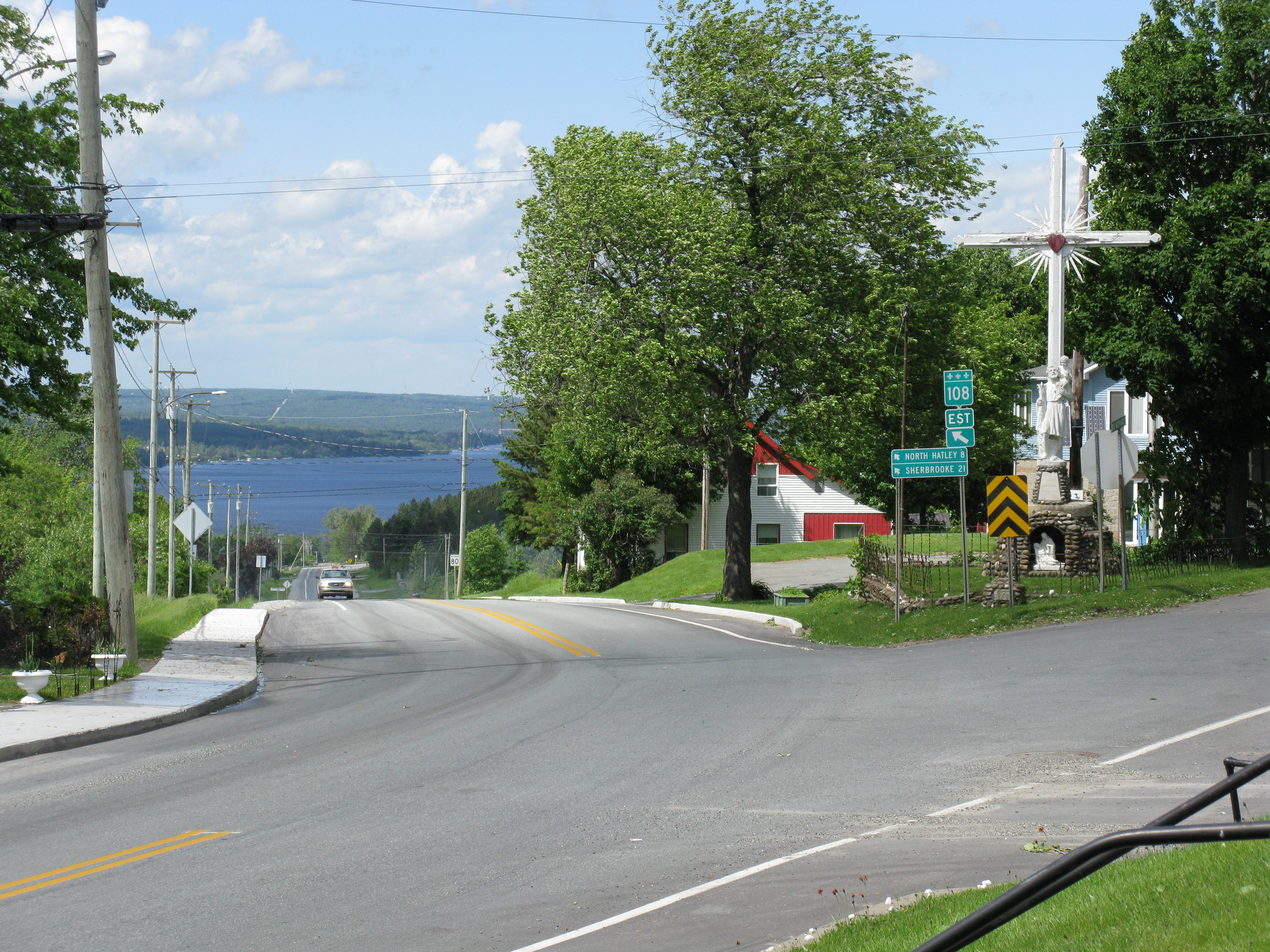
Le lac Magog vu de Sainte-Catherine-de-Hatley

## Démographie
| 1996  | 2001  | 2006  | 2011  | 2016  | 2021  |
| ----- | ----- | ----- | ----- | ----- | ----- |
| 1 859 | 1 970 | 2 318 | 2 464 | 2 479 | 2 741 |

## Administration
Les élections municipales se font en bloc et suivant un découpage de six districts.
| Sainte-Catherine-de-Hatley Maires depuis 2005                                                                        |                |         |          |
| Élection | Maire          | Qualité | Résultat |
| 2005 | Jacques Demers |         | Voir     |
| 2009 | Jacques Demers | Voir    |          |
| 2013 | Jacques Demers | Voir    |          |
| 2017 | Jacques Demers | Voir    |          |
| 2021 | Jacques Demers | Voir    |          |
| Élection partielle en italique Depuis 2005, les élections sont simultanées dans toutes les municipalités québécoises |                |         |          |

## Établissements

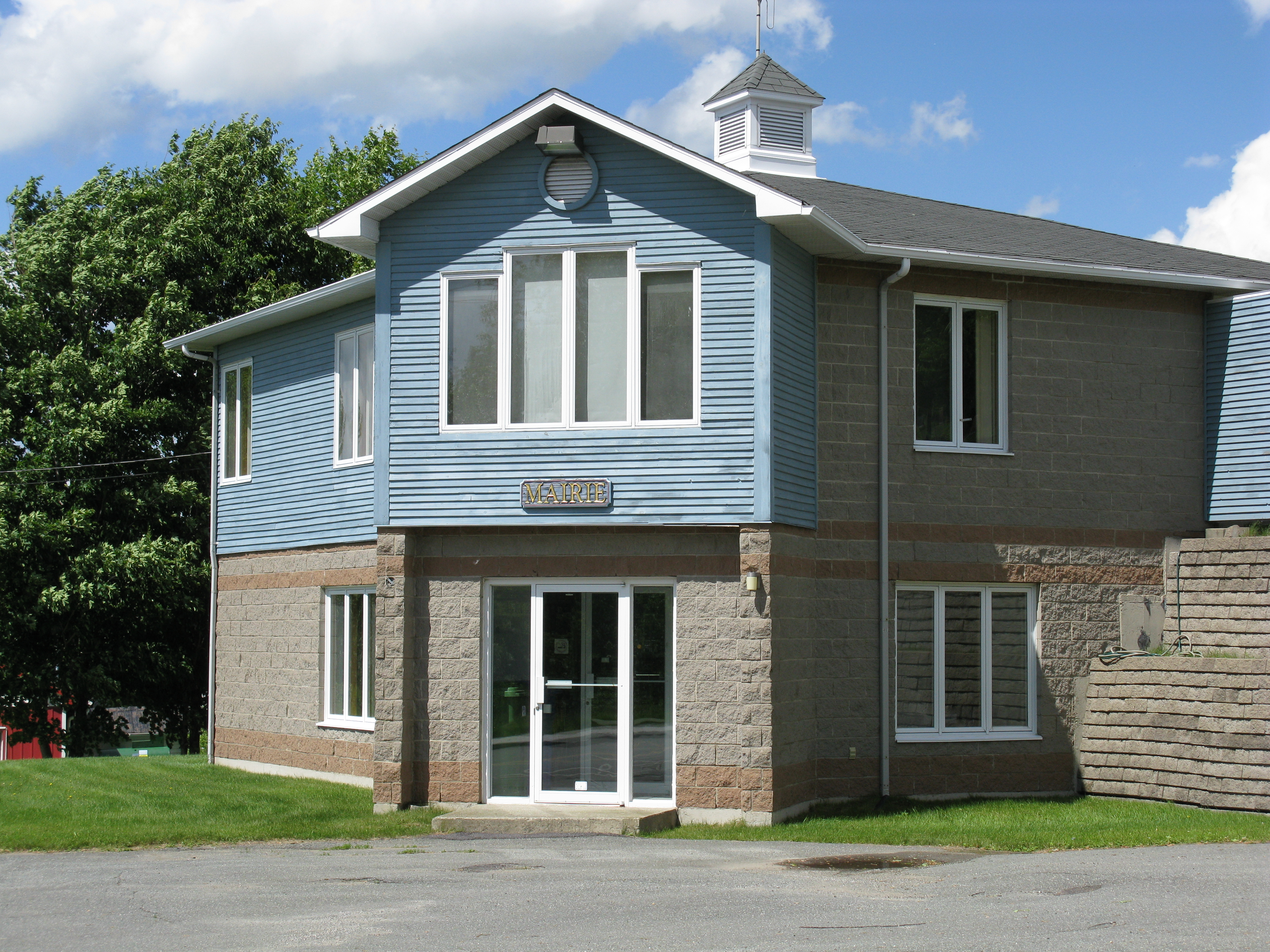
Mairie de Sainte-Catherine-de-Hatley

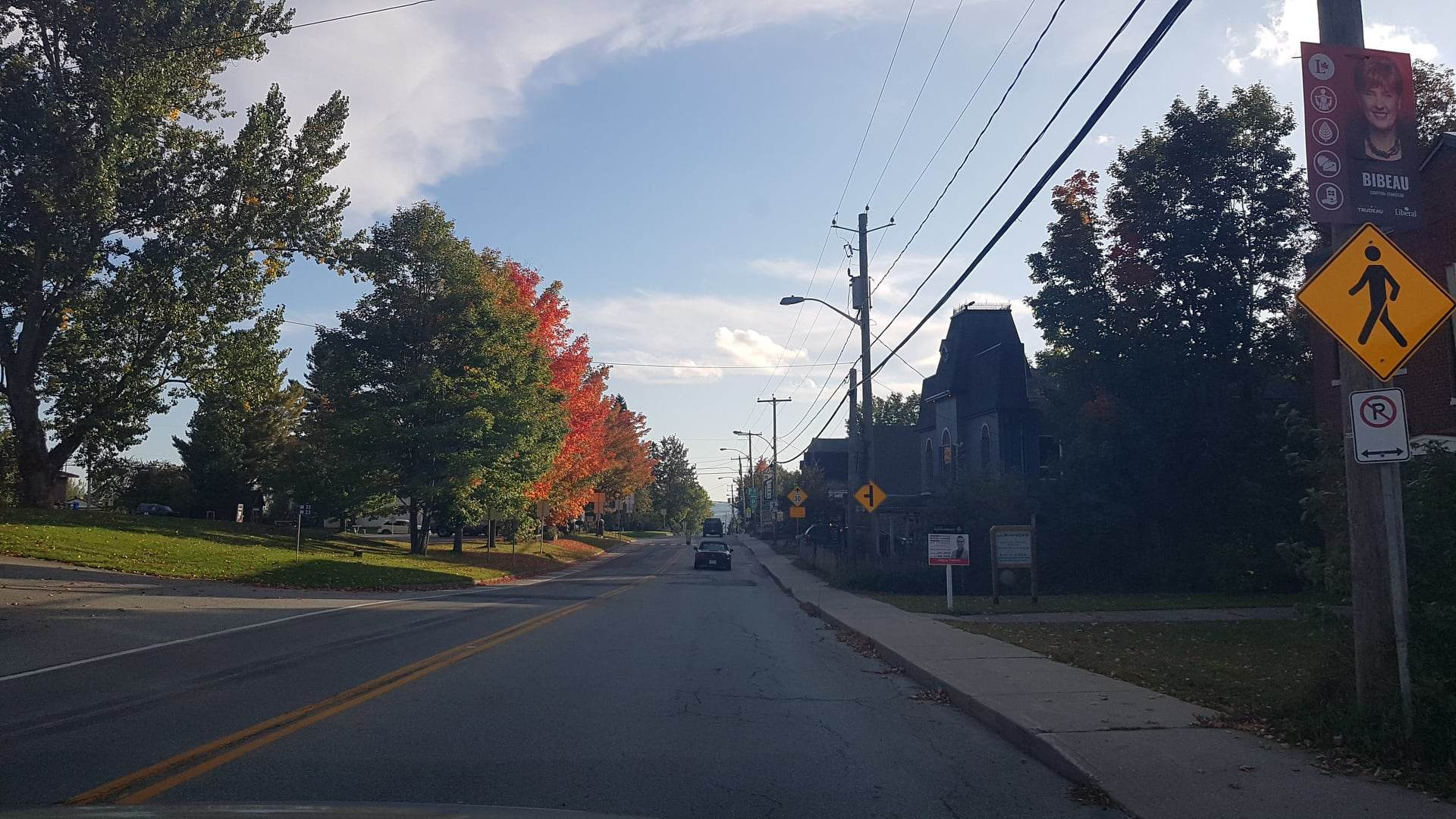
Sainte-Catherine-de-Hatley en automne.

Sainte-Catherine-de-Hatley comporte notamment une église, un cimetière, une salle communautaire, deux lacs (en partie), l'île du marais, une auberge-restaurant, un dépanneur, une cantine, une boucherie, un camping, un centre d’horticulture, un parc canin, un théâtre, un antiquaire, une caisse populaire, une école primaire, une mairie ainsi que plusieurs installations touristiques et récréatives.
L’Auberge (restaurant) Sainte-Catherine-de-Hatley situé en face de l'église est reconnue pour sa salle à manger avec une vue imprenable sur le Mont-Orford, ses brunchs du dimanche attirant une foule grandissante à chaque année.  

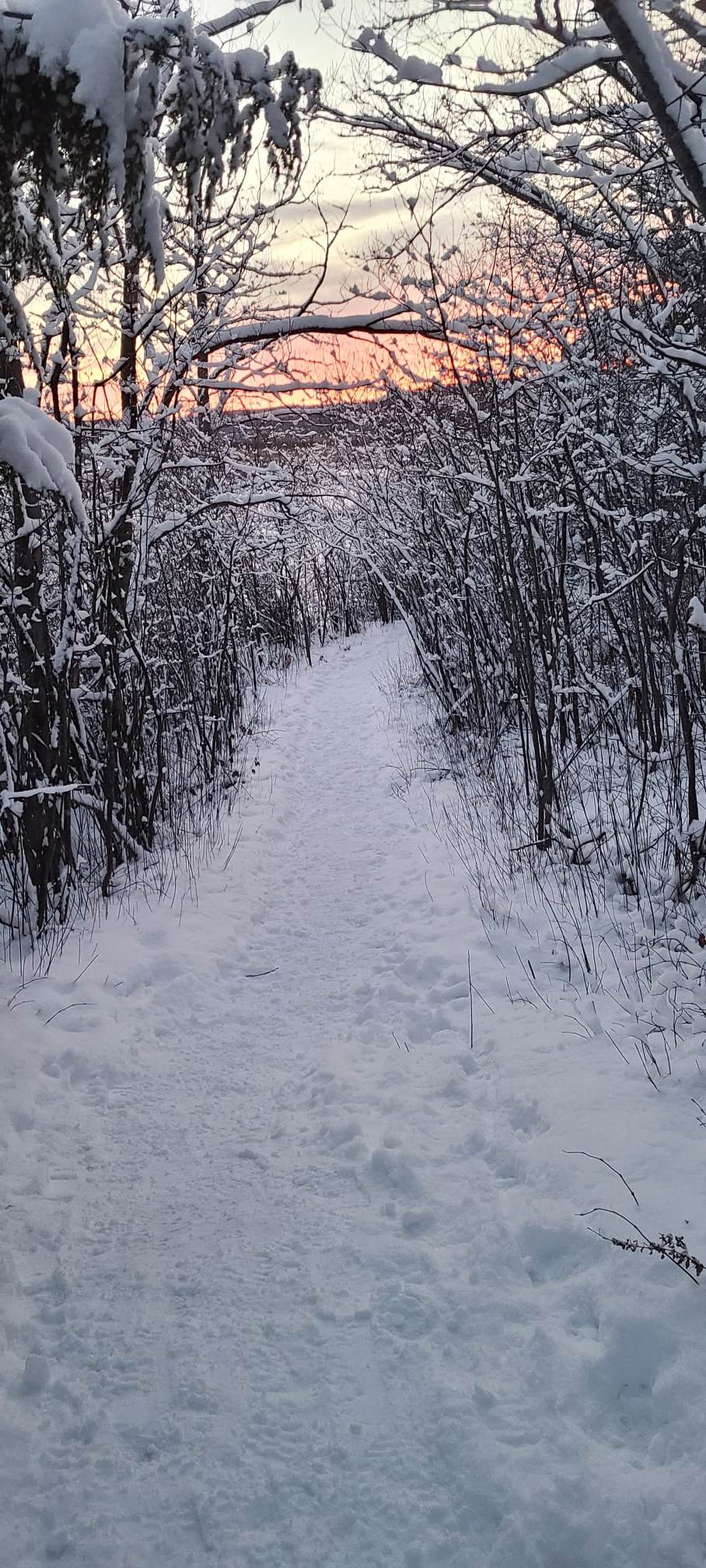
Île du marais l'hiver.

Le Manoir aux mystères est un restaurant d'ambiance mystérieux situé directement au centre du village, à diagonale de l'église. 

Le Resto du Village est l'endroit où l'on sert la meilleure pizza en Estrie. Service chaleureux, nourriture de qualité et emplacement idéal sont au rendez-vous.  

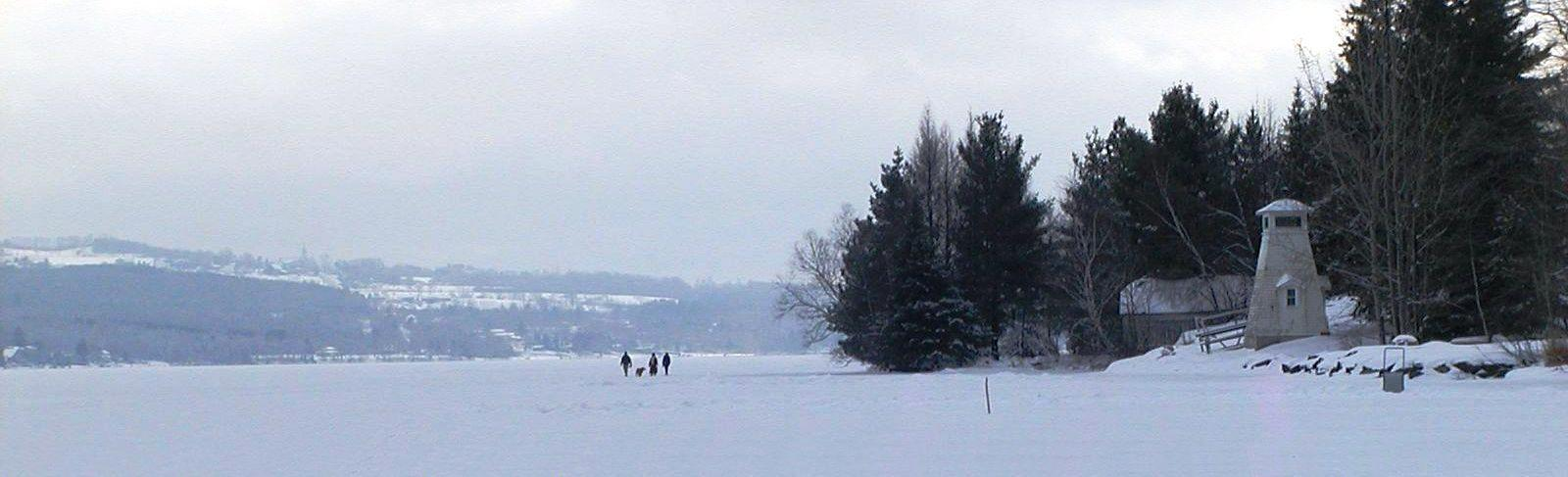
Sainte-Catherine-de-Hatley vue du lac Magog en hiver.